# استان پولتاوا
استان پولتاوا (به اوکراینی: Полтавська область) از استان‌های (اوبلاست‌های) کشور اوکراین است

## جغرافیا
استان پولتاوا در مرکز شرق اوکراین واقع شده است
این استان توسط رودخانه دنیپر به دو بخش شرقی و غربی تقسیم می‌شود) که مرکز آن شهری است به همین نام.
این استان ۲۸٬۸۰۰ کیلومتر مربع وسعت دارد و بالغ بر یک و نیم میلیون نفر جمعیت.
برخی از ذخایر مهم گازی و نفتی اوکراین در این استان قرار دارند.

## شهرهای استان پولتاوا

- پولتاوا
- کرمنچوک
- لوبنی
- کومسومولسک
- میرهورود
- هادیاچ
- کارلیفکا
- پیریاتین
- خورول
- هلوبینه
- لوخویتسیا
- کوبلیاکی
- هربینکا
- زینکیو
- چروونوزاوودسکه